# Котельников Гліб Євгенович

Пам'ятна дошка, присвячена Глібові Котельникову, на будинку, де він жив у Полтаві

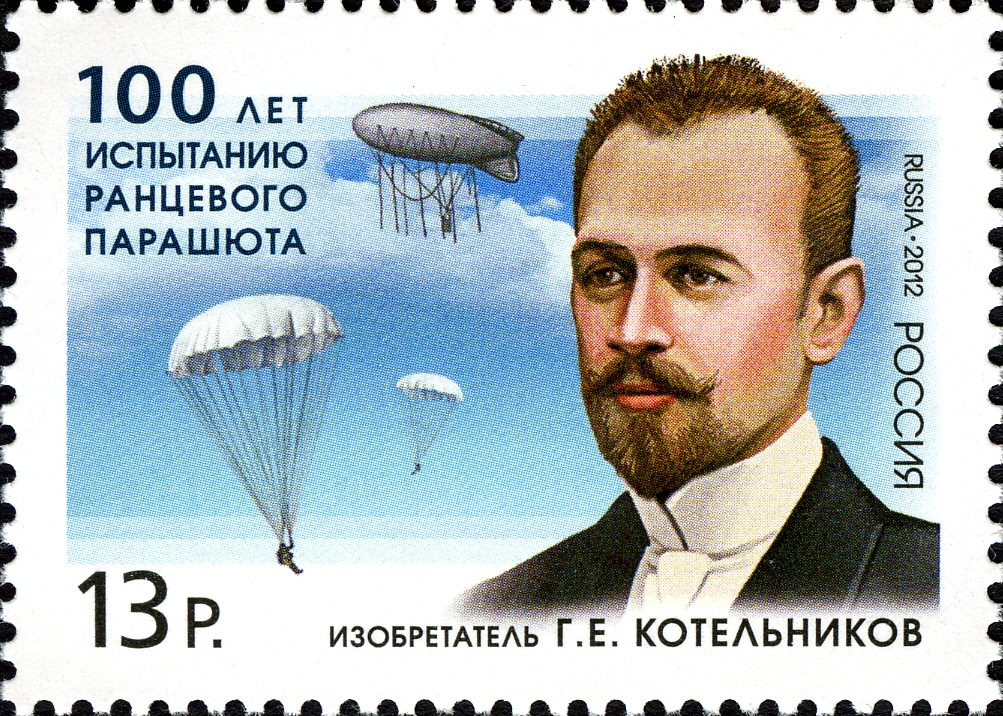
Винахідник Гліб Котельников. 100 років випробуванню ранцевого парашута. Марка Росії, 2012.

Гліб Євге́нович Коте́льников (нар.18 січня (30 січня) 1872, Санкт-Петербург — пом. 22 листопада 1944, Москва) — російський і радянський винахідник авіаційного ранцевого парашута.

## Біографія
Батьки Котельникова були родом з Полтави, де після закінчення Харківського університету оселився його дід Григорій Котельников, який працював викладачем в Інституті шляхетних панянок та в Петровському кадетському корпусі. Батько, Євген Григорович, теж був випускником Харківського університету і захоплювався винахідництвом, хоча і працював акцизним чиновником у Полтавській губернії. Мати, Катерина Іванівна, — донька полтавського художника, викладача Петровського кадетського корпусу Івана Зайцева.
Гліб у дитинстві жив у Херсоні, Мінську, Вільно та Житомирі, згодом закінчив Полтавську першу чоловічу гімназію. У 1889—1890 роках жив у Полтаві, у будинку на вулиці Олександрівській, на якому нині встановлено пам'ятну дошку з рельєфним погрудним зображенням майбутнього винахідника. Батьки Котельникова любили театр, живопис і музику, часто влаштовували в домі любительські спектаклі. Гліб з дитинства грав на скрипці, любив співати, а також майструвати різні іграшки та моделі і навіть самотужки зробив фотокамеру. Мріяв вступити до технологічного інституту або консерваторії, але після смерті батька реальною була тільки військова кар'єра.
Став вільнонайманим 33-го Єлецького полку, згодом екстерном закінчив Петровський кадетський корпус та вступив до Київського військового училища, яке закінчив у 1894 р. Відслуживши обов'язкові три роки, у званні підпоручика артилерії вийшов у відставку.
Повернувся до Полтави, де вступив на службу акцизним чиновником. До такого рішення його спонукало те, що при акцизній службі одночасно з введенням винної монополії було засноване кураторство про народну тверезість, яке організувало народні читання, відкривало читальні, народні театри. Брав участь у самодіяльних театральних виставах, грав у трупі «Народної аудиторії імені М. В. Гоголя».
Одружився із донькою відомого полтавського художника Василя Волкова Юлією та опинився в епіцентрі діяльності полтавської мистецької і наукової еліти. У колі спілкування родини Котельникових були скульптор Леонід Позен, художники Микола Ярошенко і Григорій та Іван М'ясоєдови, хірург Микола Скліфосовський та інші. Юлія Волкова також була талановитою художницею, її роботи нині зберігаються в Третьяковській галереї в Москві. Гліб Котельников писав п'єси, ставив спектаклі, а його романси користувалися популярністю в сучасників.
На початку 1900-х років Котельникова перевели по службі на Дон, потім у Сочі. Любов до театру та бажання стати професійним актором змусило Котельникова залишити службу. У 1910 році переїхав до Петербурга і став актором трупи Народного дому на Петербурзькій стороні (псевдонім Глєбов-Котельников).
Водночас він займався винахідництвом, пропонуючи  багато оригінальних ідей у різних галузях: конструкцію автомобільної свічки, пристрій для запуску автомобільних двигунів, низку пристроїв для трамваїв, декілька поштових машин-напівавтоматів тощо.
У 1910 році Котельников під враженням від загибелі льотчика Л. М. Мацієвича зайнявся розробкою парашута.
До Котельникова льотчики рятувалися за допомогою довгих складених «парасольок», закріплених на літаках. Конструкція цих «парасольок» була дуже ненадійна, до того ж вони сильно збільшували вагу літака. Тому використовували їх украй рідко. У грудні 1911 року Котельников спробував зареєструвати свій винахід — ранцевий парашут вільної дії в Росії, проте з невідомих причин патент не отримав.
Парашут мав круглу форму, укладався в металевий ранець, розташований на льотчику за допомогою підвісної системи. На дні ранця під куполом розташовувалися пружини, які викидали купол у потік, після того, як висмикувалось витяжне кільце. Згодом жорсткий ранець був замінений м'яким, а на його дні з'явилися стільники для укладання в них строп. Така конструкція рятувального парашута застосовується дотепер.
Другу спробу зареєструвати свій винахід він зробив вже у Франції і отримав 20 березня 1912 року патент за № 438612.
Парашут РК-1 (Ранцевий Котельникова, модель перша) був розроблений протягом 10 місяців, і його перше показове випробування Гліб Котельников виконав у червні 1912 року. Спочатку 2 червня 1912 провели випробування за допомогою автомобіля. Машину розігнали, і Котельников смикнув за спусковий ремінь. Прив'язаний за буксирувальні гаки парашут миттєво розкрився, а його сила гальмування передалася на автомобіль, змусивши стихнути двигун.
6 червня того ж року відбулися випробування парашута в Гатчинському таборі Повітроплавної школи біля села Котельниково.
На різних висотах з аеростата скидався манекен вагою близько 80 кг з парашутом. Всі кидки пройшли успішно, але Головне інженерне управління російської армії не прийняло його у виробництво через побоювання начальника російських повітряних сил, великого князя Олександра Михайловича, що за найменшої несправності авіатори будуть залишати аероплан.
Взимку 1912—1913 року парашут РК-1 конструкції Г. Є. Котельникова був представлений комерційною фірмою «Ломач і К°» на конкурс у Парижі і Руані. 5 січня 1913 року студент Петербурзької консерваторії Оссовський вперше стрибнув з парашутом РК-1 в Руані з 60-метрової позначки мосту через Сену. Парашут спрацював блискуче. Російський винахід отримав визнання за кордоном. А царський уряд згадав про нього тільки в ході Першої світової війни.
На початку війни поручик запасу Г. Є. Котельников був призваний в армію і направлений в автомобільні частини. Однак незабаром льотчик Г. В. Алехнович переконав командування про постачання екіпажів багатомоторних літаків парашутами РК-1. Незабаром Котельникова викликали в Головне військово-інженерне управління і запропонували взяти участь у виготовленні ранцевих парашутів для авіаторів.
У 1923 році Гліб Котельников створив нову модель ранцевого парашута РК-2. Пізніше з'явилася модель парашута РК-3 з м'яким ранцем, на який 4 липня 1924 року був отриманий патент за № 1607. У тому ж 1924 року Котельников виготовив вантажний парашут РК-4 з куполом діаметром 12 м. На цьому парашуті можна було опускати вантаж масою до 300 кг.
У 1926 році Г. Є. Котельников передав всі свої винаходи Радянському уряду.
26 липня 1930 року під Воронежем радянські льотчики-парашутисти на чолі з Б. Мухортовим вперше здійснили серію стрибків з літаків, використовуючи парашути конструкції Гліба Котельникова, відтоді любителі парашутизму відзначають неофіційний День парашутиста.
Під час війни був евакуйований з Ленінграда після першої блокадної зими.
Під час Другої світової війни Котельников опинився в оточеному Ленінграді. У вкрай важкому стані його евакуювали в Москву після першої блокадної зими. Помер 22 листопада 1944 року в Москві. Похований на Новодівичому кладовищі.
У вересні 1949 року село Салізі, де вперше випробовувався парашут Котельникова, було перейменовано на Котельниково. Недалеко від полігону споруджено скромний пам'ятник із зображенням парашута.
У Санкт-Петербурзі є алея Котельникова.
Син — Анатолій Глєбов (Котельников), радянський драматург.